# 孔布拉耶 (多姆山省)
孔布拉耶（法語：Combrailles，法語發音：[kɔ̃bʁaj]）是法国多姆山省的一个市镇，属于里永区。

## 地理
孔布拉耶（45°50'26"N, 2°37'56"E）面积20.61 平方千米，位于法国奥弗涅-罗讷-阿尔卑斯大区多姆山省，该省份为法国中南部省份，北起阿列省接壤，东临卢瓦尔省，南至上盧瓦爾省和康塔爾省，西接科雷兹省和克勒兹省。
与孔布拉耶接壤的市镇（或旧市镇、城区）包括：锡斯泰讷拉福雷、孔布拉耶地区孔达、朗多涅、蓬托米尔、皮圣居尔米耶、圣艾蒂安德尚、圣伊莱尔莱蒙日。

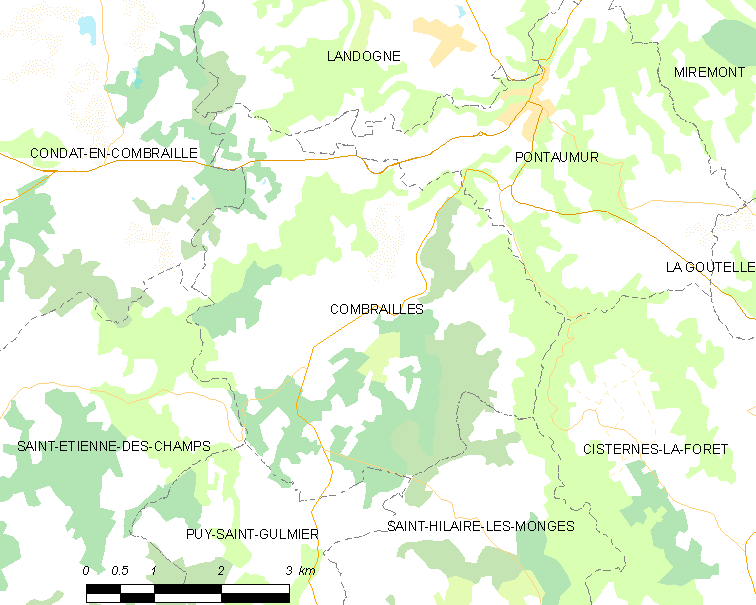
的OSM定位图

孔布拉耶的时区为UTC+01:00、UTC+02:00（夏令时）。

## 行政
孔布拉耶的邮政编码为63380，INSEE市镇编码为63115。

## 政治
孔布拉耶所属的省级选区为圣乌尔斯县。

## 人口

1962-2008年间人口变化图示

孔布拉耶于2022年1月1日时的人口数量为213人。